# Giovanna Sonnino
Giovanna Brogna Sonnino (Catania, 23 aprile 1955) è una regista e fotografa italiana.

## Biografia
Giovanna Brogna Sonnino, regista e fotografa italiana, si laurea in Storia dell'arte a Firenze per iniziare nel 1987 la sua attività artistica a Roma.
Il suo primo film è Non è romantico? (Isn't it romantic?) prodotto dalla Galleria Planita di Roma e da Fabio Scuderi, vince come miglior film al Festival del Cinema Indipendente Italiano di Messina organizzato da Francesco Calogero e viene presentato tra gli altri al Festival Internazionale Scrittura Immagine (Premio Flaiano) nel 1992.
Dal 1994 con Mathelika e Drifting Pictures è produttrice e autrice di una serie di lavori in digitale, in particolare, tre produzioni di ricerca che uniscono la fiction al documentario, con cui ottiene riconoscimenti in Italia e all'estero.
La prima di queste, Rimedi contro l'amore (Cures for love), vince l'Arcipelago Film Festival nel 1999 e quindi il Nastro d'argento nel 2001.
Strike a light, la sua seconda produzione, riceve il premio come miglior montaggio al Brooklyn Film Festival 2002 e viene presentato, tra gli altri anche al International Film Festival Rotterdam, al Women's Film Festival di Seul, all'InternationalFilmFestivalGent, al Buenos Aires International de Cine Independiente.
Con la terza, Riprendimi (Perry farrell), Giovanna Brogna Sonnino torna a raccontare Catania nel 2006 e riceve il Premio della Giuria al Torino Film Festival nel 2006, sez. Documentari e il Premio Ciak regia femminile nel festival Donna di Scena a Siracusa nel 2007.
Come fotografa dal 1986 espone i suoi lavori fotografici in numerose mostre personali e collettive.
Nel 2009, alla Galleria d'Arte Moderna Le Ciminiere di Catania, ha esposto i suoi lavori in un'antologica di video, fotografie e installazioni, dal titolo È pericoloso sporgersi.
Il catalogo della mostra, curata da Sebastiano Gesù e Diego Mormorio, viene pubblicato nel 2010 da Maimone Editore.
Con lo stesso editore, nel 2012, pubblica il suo primo romanzo: Chiarmastramma.

## Filmografia

### Cinema

#### Regista e sceneggiatrice
- Non è romantico? (1995)[5]
- Rimedi contro l'amore - documentario (1999)[6]
- Strike a light (2000)[7]
- Riprendimi (Perry Farrell) - documentario (2006)[8]

#### Produttrice
- Rimedi contro l'amore, regia di Giovanna Sonnino - documentario (1999)
- Strike a light, regia di Giovanna Sonnino (2000)
- Riprendimi (Perry Farrell), regia di Giovanna Sonnino - documentario (2006)

### Televisione
- Prima e dopo (1989), Florence Film Festival e A.V.E. Festival di Arnhem.
- Viaggio in Italia (1995), 45 puntate, Rai Videosapere.
- Sulla luna (On the moon) (1997), video, 1'. Sequenze Labili.
- Tema (1997), 20 filmati per il programma di Enzo Golino. Rai Educational.
- Enciclopedia visiva di I. Moscati (1998), 40 filmati, Rai Educational.
- Il lago di Lentini (1988, documentario). Il piacere di vivere, RAI 2.
- Parliamone (Let's talk about it) (1998), format, 10'. Linea d'Ombra - Sez. Stile Libero, Salerno (1998). Arcipelago Film Festival - Sez. Itinerari, Roma(1998).
- India da ovest e Spettacolo (1998, impaginazione delle serate tematiche) per RaiSat Art.
- Opere su carta (1999), 20 puntate per RaiSat Art.
- Minimalia al P.S.1 di N. Y. (1999, documentario) per RaiSat Art. Torino Film Festival (2000). Internazionale Scrittura Immagine - Premio Flaiano, Pescara, ai Festival di Annecy e di Villerupt al Festival Nuovo Cinema Italiano a Palazzo delle Esposizioni, Roma.
- Lavaflow (2000, documentario) per RaiSat Art. Arcipelago Film Festival, eMovie, Roma (2000).
- Lorenzo Lotto (2000, documentario) per RaiSat Art.

## Mostre fotografiche

### Personali
- Tabare, a cura di Vincenzo Medica. Ex collegio dei Gesuiti, Noto (2012).
- È pericoloso sporgersi, antologica a cura di Sebastiano Gesù e Diego Mormorio. Galleria D'Arte Moderna Le Ciminiere, Catania, EtnaFest (2009).
- TRI-X, a cura di Francesco Rovella. Galleria Carta Bianca, Catania (1999).
- Alicudi, a cura di Diego Mormorio. Acta International, Roma (1995).
- Lasciate un messaggio, Tridente di Fotografia. Galleria Anna d'Ascanio, Roma (1994).
- Catania, a cura di Gabriele Perretta. Galleria Planita, Roma (1992).
- Tutto è pericoloso, a cura di Fabrizio Crisafulli. Eralov, Roma (1991).
- Ragionevole alleanza, a cura di Gabriele Perretta. Museo Biscari, Catania, (1990).
- Paesaggi, a cura di D.Mormorio. Galleria Planita, Roma, (1988).
- Voci dell'aria, a cura di Fabrizio Crisafulli. Museo Biscari, Catania (1987).
- Ritratti, a cura di Fabrizio Crisafulli. Galleria Sala 1, Roma (1986). Museo Biscari, Catania (1986).

### Collettive
- BLU SICILIA. Il mare nell’arte isolana dal Novecento alla Contemporaneità, Società Operaia di Mutuo Soccorso, Modica (2024).
- Devozione alla bellezza, Galleria Carta Bianca, Catania (1999).
- Etna mito d'Europa, a cura di Francesco Rovella. Le Ciminiere, Catania (1997).
- Depositi di polvere, a cura di Lucilla Meloni. Galleria Melari, Roma (1994).
- Medialismi, a cura di Gabriele Perretta. Museo Flash Art, Trevi (1993).
- Territoria, a cura di Francesca Capriccioli. Galleria Sala1, Roma (1993).
- La casa di vetro, a cura di Giuseppe Cannilla. Casa della Città, Roma (1991).
- Sei presenze fotografiche, a cura di Giuseppe Cannilla. Photogrammatica, Roma (1991).
- Medialismi, a cura di Gabriele Perretta. Villa d'Este, Tivoli (1991).
- Volvo flecto plecto clino, a cura di Gabriele Perretta. Galleria Planita, Roma (1990).